# زاوية سيدي معاوية
زاوية سيدي معاوية هي زاوية من زوايا مدينة تونس العتيقة، تقع شمال المدينة، وهي معلم مصنّف منذ 16 نوفمبر1928.

## الموقع
تقع الزّاوية بنهج المنستيري عدد 14.

## التّسمية
سُمّيت بذلك نسبة إلى  الولي الصالح سيدي معاوية، وهو أصيل الوطن القبلي.